# 新城镇 (新兴县)
新城镇，是中华人民共和国广东省云浮市新兴县下辖的一个乡镇级行政单位，亦是新興縣的中心，縣政府所在地。

## 行政区划
新城镇下辖以下地区：
州背社区、司背社区、锦水社区、塘背社区、侍郎社区、茅园社区、仓夏社区、城中社区、大地社区、北街社区、水东社区、南外社区、平康社区、沙亭社区、桥亭社区、枫洞社区、下坪社区、城东社区、城南社区、城西社区、城北社区、雨洞村、凤凰村、黄塘村、陇塘村、枫冼村、联群村、黄岗村、三挺村、庞村、大稳村、黎源村、布坪村、云吟村、布龙村和坡边村。